# Hellenistische Philosophie
Die Hellenistische Philosophie umfasst die philosophischen Lehren der Zeit des Hellenismus. Sie ist Teil der Philosophie der Antike und dauerte in etwa vom Tod Alexanders des Großen 323 v. Chr. bis zum Ende des Ptolemäerreichs in Ägypten im Jahr 30 v. Chr.
Die wichtigsten Strömungen der hellenistischen Philosophie waren die stoische Schule, die Lehre der Epikureer und der antike Skeptizismus. Auch bereits früher entstandene Schulen existierten weiterhin, etwa die Platonische Akademie (Jüngere Akademie), der Peripatos sowie der Kynismus. Die stark von der griechischen Philosophie geprägten Römer Lukrez und Cicero kann man gleichfalls zur hellenistischen Philosophie rechnen.
Das Zentrum der hellenistischen Philosophie war wie das der griechischen Klassik weiterhin Athen, obwohl dieses seine politische Vormachtstellung bereits verloren hatte. So zog die Stadt auch viele Fremde an, die sich den philosophischen Schulen Athens anschlossen. Seine Position als Zentrum der Philosophie verlor Athen erst, als diese mit dem Ende der hellenistischen Philosophie nach Rom und später nach Alexandria, Neapel u. a. übersiedelte.
Der Ort der Philosophie waren die philosophischen Schulen. Diese Schulen waren meist private Stiftungen, die von einem Scholarchen geleitet wurden. Die einzelnen Schulen waren unterschiedlich organisiert, die Mitgliedschaft konnte locker oder sehr fest sein, im Allgemeinen konnte aber jeder Interessierte die Vorlesungen besuchen.
| Pyrrhon von Elis          | 365–275 v. Chr.        | Elis                      | Skeptiker                  |
| Bion von Borysthenes      | 355–245 v. Chr.        | Olbia, Athen, Pella       | Kyniker                    |
| Epikur                    | 341–271 v. Chr.        | Samos, Athen, Ephesos     | Epikureer                  |
| Hermarch                  | 340–260 v. Chr.        | Athen                     | Epikureer                  |
| Zenon von Kition          | 333–264 v. Chr.        | Kition                    | Stoiker                    |
| Kleanthes                 | 331–232 v. Chr.        | Assos, Athen              | Stoiker                    |
| Menippos von Gadara       | 330–260 v. Chr.        | Gadara                    | Kyniker                    |
| Ariston von Chios         | 3. Jahrhundert v. Chr. | Chios                     | Stoiker                    |
| Teles von Megara          | 3. Jahrhundert v. Chr. |                           | Kyniker                    |
| Kerkidas                  | 290–220 v. Chr.        | Megalopoli                | Kyniker                    |
| Chrysippos von Soli       | 276–204 v. Chr.        | Soloi, Athen              | Stoiker                    |
| Diogenes von Babylon      | 239–150 v. Chr.        | Seleukia am Tigris, Athen | Stoiker                    |
| Antipatros von Tarsos     | 200–129 v. Chr.        | Tarsos, Athen             | Stoiker                    |
| Zenon von Tarsos          | 2. Jahrhundert v. Chr. | Tarsos                    | Stoiker                    |
| Demetrios Lakon           | 2. Jahrhundert v. Chr. |                           | Epikureer                  |
| Apollodor von Athen       | 2. Jahrhundert v. Chr. | Athen                     | Epikureer                  |
| Panaitios von Rhodos      | 180–110 v. Chr.        | Rhodos                    | Stoiker                    |
| Zenon von Sidon           | 150–70 v. Chr.         | Sidon                     | Epikureer                  |
| Poseidonios               | 135–51 v. Chr.         | Apameia am Orontes        | Stoiker                    |
| Meleagros                 | 130–60 v. Chr.         | Gadara                    | Kyniker                    |
| Asklepiades von Bithynien | 124–60 v. Chr.         | Bithynien                 | Epikureer                  |
| Philodemus                | 110–40 v. Chr.         | Gadara, Rom               | Epikureer                  |
| Cicero                    | 106–43 v. Chr.         | Arpino, Rom               | Der Akademie Nahestehender |
| Lukrez                    | 97–55 v. Chr.          |                           | Epikureer                  |